# Aßling (Niemcy)
Aßling – miejscowość i gmina w Niemczech, w kraju związkowym Bawaria, w rejencji Górna Bawaria, w regionie Monachium, w powiecie Ebersberg, siedziba wspólnoty administracyjnej Aßling. Leży około 9 km na południe od Ebersberga, przy linii kolejowej InterCity Monachium – Rosenheim - Salzburg/Innsbruck.

## Dzielnice
W skład gminy wchodzą dwie dzielnice:
- Aßling
- Loitersdorf

## Demografia
| Rok  | Liczba mieszk. |
| ---- | -------------- |
| 1970 | 3 112          |
| 1987 | 3 319          |
| 2000 | 4 031          |
| 2007 | 4 258          |

Dane o ludności z 31 grudnia 2008:
| Opis                                | Ogółem | Ogółem | Kobiety | Kobiety | Mężczyźni | Mężczyźni |
| ----------------------------------- | ------ | ------ | ------- | ------- | --------- | --------- |
| Jednostka                           | osób   | %      | osób    | %       | osób      | %         |
| Populacja                           | 4265   | 100    | 2177    | 51,04   | 2088      | 48,96     |
| Wiek przedprodukcyjny (0–17 lat)    | 995    | 23,33  | 484     | 11,35   | 511       | 11,98     |
| Wiek produkcyjny (18–65 lat)        | 2565   | 60,14  | 1296    | 30,39   | 1269      | 29,75     |
| Wiek poprodukcyjny (powyżej 65 lat) | 705    | 16,53  | 397     | 9,31    | 308       | 7,22      |

## Polityka
Wójtem gminy jest Werner Lampl z CSU, rada gminy składa się z osób.
|      | CSU | SPD | Zieloni | UNL | FWA | Razem |
| 2008 | 6   | 2   | 2       | 4   | 2   | 16    |
| 2002 | 7   | 2   | 1       | 4   | 2   | 16    |

## Oświata
W gminie znajdują się 3 przedszkola oraz szkoła podstawowa warz z Hauptschule.